# Herod (cavallo)
Herod (aprile 1758, 12 maggio 1780) (inizialmente chiamato King Herod) fu un cavallo da corsa di razza purosangue inglese.
Viene considerato uno dei tre capostipiti della razza insieme a Matchem ed Eclipse, furono infatti questi i primi tre cavalli iscritti allo stud book dei purosangue inglesi, quando questo fu costituito; in particolare Herod continuava la linea di sangue di Byerley Turk.

## Descrizione
Herod fu un bel cavallo baio, alto al garrese 15.3 hands (circa 155,4 cm.), con una piccola stella sulla fronte e senza macchie bianche sulle zampe. Era un cavallo molto potente, specialista soprattutto della distanza delle quattro miglia.

## Pedigree
| Herod | Padre: Tartar nato intorno al 1743 | Nonno paterno: Partner (1718)     | Bisnonno paterno1: Jigg (1701)              | Trisnonno paterno1.1: Byerley Turk             |
| Herod | Padre: Tartar nato intorno al 1743 | Nonno paterno: Partner (1718)     | Bisnonno paterno1: Jigg (1701)              | Trisnonna paterna1.1: Berry Leedes\|           |
| Herod | Padre: Tartar nato intorno al 1743 | Nonno paterno: Partner (1718)     | Bisnonna paterna1: Spanker Mare             | Trisnonno paterno1.2: Curwen's Bay Barb        |
| Herod | Padre: Tartar nato intorno al 1743 | Nonno paterno: Partner (1718)     | Bisnonna paterna1: Spanker Mare             | Trisnonna paterna1.2: Curwen Spot Mare         |
| Herod | Padre: Tartar nato intorno al 1743 | Nonna paterna: Sorella di Mixbury | Bisnonno paterno2: Fox (1714)               | Trisnonno paterno2.1: Clumsey                  |
| Herod | Padre: Tartar nato intorno al 1743 | Nonna paterna: Sorella di Mixbury | Bisnonno paterno2: Fox (1714)               | Trisnonna paterna2.1: Bay Peg                  |
| Herod | Padre: Tartar nato intorno al 1743 | Nonna paterna: Sorella di Mixbury | Bisnonna paterna2: Bay Bolton Mare          | Trisnonno paterno2.2: Whartons Snail           |
| Herod | Padre: Tartar nato intorno al 1743 | Nonna paterna: Sorella di Mixbury | Bisnonna paterna2: Bay Bolton Mare          | Trisnonna paterna2.2: Shields Galloway         |
| Herod | Madre: Dam Cypron (1750)           | Nonno materno: Blaze (1733)       | Bisnonno materno1: Flying Childers (1715)   | Trisnonno materno1.1: Darley Arabian           |
| Herod | Madre: Dam Cypron (1750)           | Nonno materno: Blaze (1733)       | Bisnonno materno1: Flying Childers (1715)   | Trisnonna materna1.1: Betty Leedes             |
| Herod | Madre: Dam Cypron (1750)           | Nonno materno: Blaze (1733)       | Bisnonna materna1: Confederate filly (1720) | Trisnonno materno1.2: Grey Grantham            |
| Herod | Madre: Dam Cypron (1750)           | Nonno materno: Blaze (1733)       | Bisnonna materna1: Confederate filly (1720) | Trisnonna materna1.2: Rutland's Black Barb     |
| Herod | Madre: Dam Cypron (1750)           | Nonna materna: Salome (1733)      | Bisnonno materno2: Bethells Arabian (1711)  | Trisnonno materno2.1: ?                        |
| Herod | Madre: Dam Cypron (1750)           | Nonna materna: Salome (1733)      | Bisnonno materno2: Bethells Arabian (1711)  | Trisnonna materna2.1: ?                        |
| Herod | Madre: Dam Cypron (1750)           | Nonna materna: Salome (1733)      | Bisnonna materna2: Champion Mare            | Trisnonno materno2.2: Graham's Champion        |
| Herod | Madre: Dam Cypron (1750)           | Nonna materna: Salome (1733)      | Bisnonna materna2: Champion Mare            | Trisnonna materna2.2: Figlia di Darley Arabian |

## Discendenti
Herod si ritirò nel 1770, ed iniziò la carriera di stallone che produsse grandi campioni, tra i quali il più importante fu Highflyer, imbattuto in 14 competizioni, a sua volta capostipite di 4 linee genealogiche. In totale i discendenti di Herod hanno vinto 497 corse per un totale di 201.505 sterline di premi.
Per questo Herod risultò per otto volte (dal 1777 al 1784) come miglior stallone d'Inghilterra ed Irlanda.